# Trophée Éric Bompard de 2015
Trophée Éric Bompard de 2015 foi a vigésima nona edição do Trophée Éric Bompard, um evento anual de patinação artística no gelo organizado pela Federação Francesa de Esportes no Gelo (em francês:  Federation Française des Sports de Glace), e que fez parte do Grand Prix de 2015–16. A competição originalmente seria disputada entre os dias 13 de novembro e 15 de novembro, na cidade de Bordeaux, França. Porém após os ataques em Paris no final do dia 13 de novembro, a organização da competição decidiu cancelar as competições do segundo dia. No dia 23 de novembro, a ISU anunciou que iria manter os resultados oficiais obtidos no programa curto para o resultado final, pontuação do Grand Prix de 2015–16 e premiações.

## Eventos
- Individual masculino
- Individual feminino
- Duplas
- Dança no gelo

## Medalhistas
| Evento                        | Ouro                                               | Prata                                  | Bronze                                      |
| Individual masculino detalhes | Shoma Uno · Japão                                  | Maxim Kovtun · Estados Unidos          | Daisuke Murakami · Japão                    |
| Individual feminino detalhes  | Gracie Gold · Estados Unidos                       | Yulia Lipnitskaya · Rússia             | Roberta Rodeghiero · Itália                 |
| Duplas detalhes               | Tatiana Volosozhar · Maxim Trankov · Rússia        | Vanessa James · Morgan Ciprès · França | Julianne Séguin · Charlie Bilodeau · Canadá |
| Dança no gelo detalhes        | Madison Hubbell · Zachary Donohue · Estados Unidos | Piper Gilles · Paul Poirier · Canadá   | Alexandra Stepanova · Ivan Bukin · Rússia   |

## Resultados

### Individual masculino
| Pos.              | Nome              | Nacionalidade  | Pontos | PC         | PL |
| ----------------- | ----------------- | -------------- | ------ | ---------- | -- |
| Medalha de ouro   | Shoma Uno         | Japão          | 89.56  | 89.56 (1)  |    |
| Medalha de prata  | Maxim Kovtun      | Rússia         | 86.82  | 86.82 (2)  |    |
| Medalha de bronze | Daisuke Murakami  | Japão          | 80.24  | 80.24 (3)  |    |
| 4                 | Denis Ten         | Cazaquistão    | 80.10  | 80.10 (4)  |    |
| 5                 | Patrick Chan      | Canadá         | 76.10  | 76.10 (5)  |    |
| 6                 | Alexander Petrov  | Rússia         | 74.64  | 74.64 (6)  |    |
| 7                 | Max Aaron         | Estados Unidos | 72.91  | 72.91 (7)  |    |
| 8                 | Wang Yi           | China          | 72.08  | 72.08 (8)  |    |
| 9                 | Kim Jin-seo       | Coreia do Sul  | 71.24  | 71.24 (9)  |    |
| 10                | Chafik Besseghier | França         | 68.36  | 68.36 (10) |    |
| 11                | Romain Ponsart    | França         | 62.86  | 62.86 (11) |    |

### Individual feminino
| Pos.              | Nome                   | Nacionalidade  | Pontos | PC         | PL |
| ----------------- | ---------------------- | -------------- | ------ | ---------- | -- |
| Medalha de ouro   | Gracie Gold            | Estados Unidos | 73.32  | 73.32 (1)  |    |
| Medalha de prata  | Yulia Lipnitskaya      | Rússia         | 65.63  | 65.63 (2)  |    |
| Medalha de bronze | Roberta Rodeghiero     | Itália         | 58.81  | 58.81 (3)  |    |
| 4                 | Kanako Murakami        | Japão          | 58.30  | 58.30 (4)  |    |
| 5                 | Elizaveta Tuktamysheva | Rússia         | 56.21  | 56.21 (5)  |    |
| 6                 | Gabrielle Daleman      | Canadá         | 55.35  | 55.35 (6)  |    |
| 7                 | Angelīna Kučvaļska     | Letônia        | 53.68  | 53.68 (7)  |    |
| 8                 | Angela Wang            | Estados Unidos | 53.60  | 53.60 (8)  |    |
| 9                 | Haruka Imai            | Japão          | 47.87  | 47.87 (9)  |    |
| 10                | Brooklee Han           | Austrália      | 47.65  | 47.65 (10) |    |
| 11                | Maé-Bérénice Méité     | França         | 46.82  | 46.82 (11) |    |
| 12                | Laurine Lecavelier     | França         | 46.53  | 46.53 (12) |    |

### Duplas
| Pos.              | Nome                                 | Nacionalidade  | Pontos | PC        | PL |
| ----------------- | ------------------------------------ | -------------- | ------ | --------- | -- |
| Medalha de ouro   | Tatiana Volosozhar / Maxim Trankov   | Rússia         | 74.50  | 74.50 (1) |    |
| Medalha de prata  | Vanessa James / Morgan Ciprès        | França         | 65.75  | 65.75 (2) |    |
| Medalha de bronze | Julianne Séguin / Charlie Bilodeau   | Canadá         | 64.95  | 64.95 (3) |    |
| 4                 | Peng Cheng / Zhang Hao               | China          | 64.10  | 64.10 (4) |    |
| 5                 | Nicole Della Monica / Matteo Guarise | Itália         | 64.08  | 64.08 (5) |    |
| 6                 | Marissa Castelli / Mervin Tran       | Estados Unidos | 62.63  | 62.63 (6) |    |
| 7                 | Evgenia Tarasova / Vladimir Morozov  | Rússia         | 62.32  | 62.32 (7) |    |
| 8                 | Miriam Ziegler / Severin Kiefer      | Áustria        | 50.56  | 50.56 (8) |    |

### Dança no gelo
| Pos.              | Nome                                         | Nacionalidade  | Pontos | PC        | PL |
| ----------------- | -------------------------------------------- | -------------- | ------ | --------- | -- |
| Medalha de ouro   | Madison Hubbell / Zachary Donohue            | Estados Unidos | 64.45  | 64.45 (1) |    |
| Medalha de prata  | Piper Gilles / Paul Poirier                  | Canadá         | 63.94  | 63.94 (2) |    |
| Medalha de bronze | Alexandra Stepanova / Ivan Bukin             | Rússia         | 60.64  | 60.64 (3) |    |
| 4                 | Penny Coomes / Nicholas Buckland             | Reino Unido    | 58.34  | 58.34 (4) |    |
| 5                 | Laurence Fournier Beaudry / Nikolaj Sørensen | Dinamarca      | 54.72  | 54.72 (5) |    |
| 6                 | Anna Yanovskaya / Sergey Mozgov              | Rússia         | 52.88  | 52.88 (6) |    |
| 7                 | Alisa Agafonova / Alper Uçar                 | Turquia        | 47.64  | 47.64 (7) |    |

## Quadro de medalhas
| Ordem | País           | Medalha de ouro | Medalha de prata | Medalha de bronze |    | Ordem por total |
| ----- | -------------- | --------------- | ---------------- | ----------------- | -- | --------------- |
| 1     | Estados Unidos | 2               | 1                |                   | 3  | 1               |
| 2     | Rússia         | 1               | 1                | 1                 | 3  | 1               |
| 3     | Japão          | 1               |                  | 1                 | 2  | 3               |
| 4     | Canadá         |                 | 1                | 1                 | 2  | 3               |
| 5     | França         |                 | 1                |                   | 1  | 5               |
| 6     | Itália         |                 |                  | 1                 | 1  | 5               |
| TOTAL | TOTAL          | 4               | 4                | 4                 | 12 | —               |